# Tachinomyia cana
Tachinomyia cana är en tvåvingeart som beskrevs av Herbert John Webber 1941. Tachinomyia cana ingår i släktet Tachinomyia och familjen parasitflugor. Inga underarter finns listade i Catalogue of Life.